# Lygromma volcan
Lygromma volcan là một loài nhện trong họ Gnaphosidae.
Loài này thuộc chi Lygromma. Lygromma volcan được Norman I. Platnick & Mohammad U. Shadab miêu tả năm 1981.